# Absberg

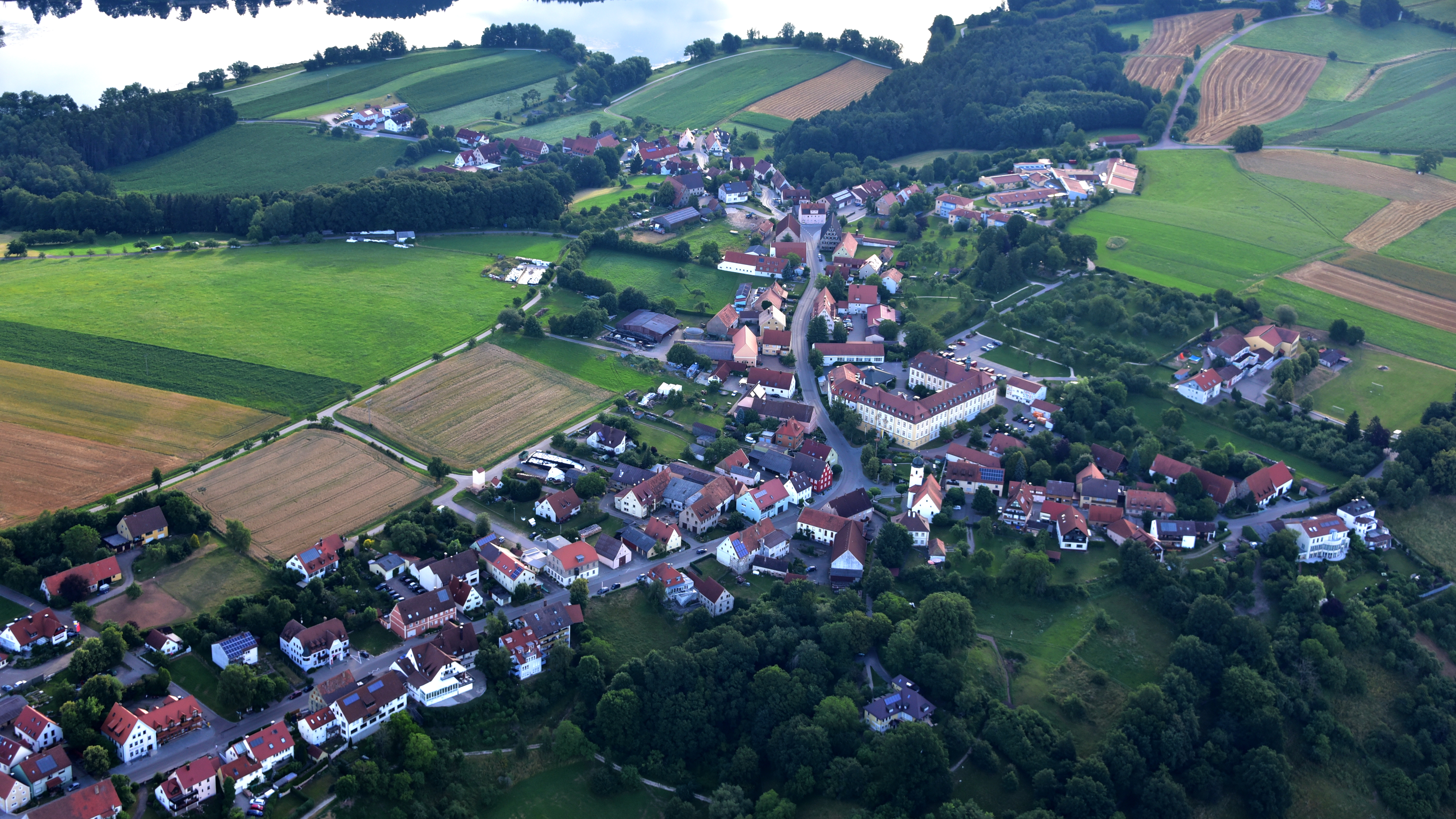
Absberg, Luftaufnahme (2016)

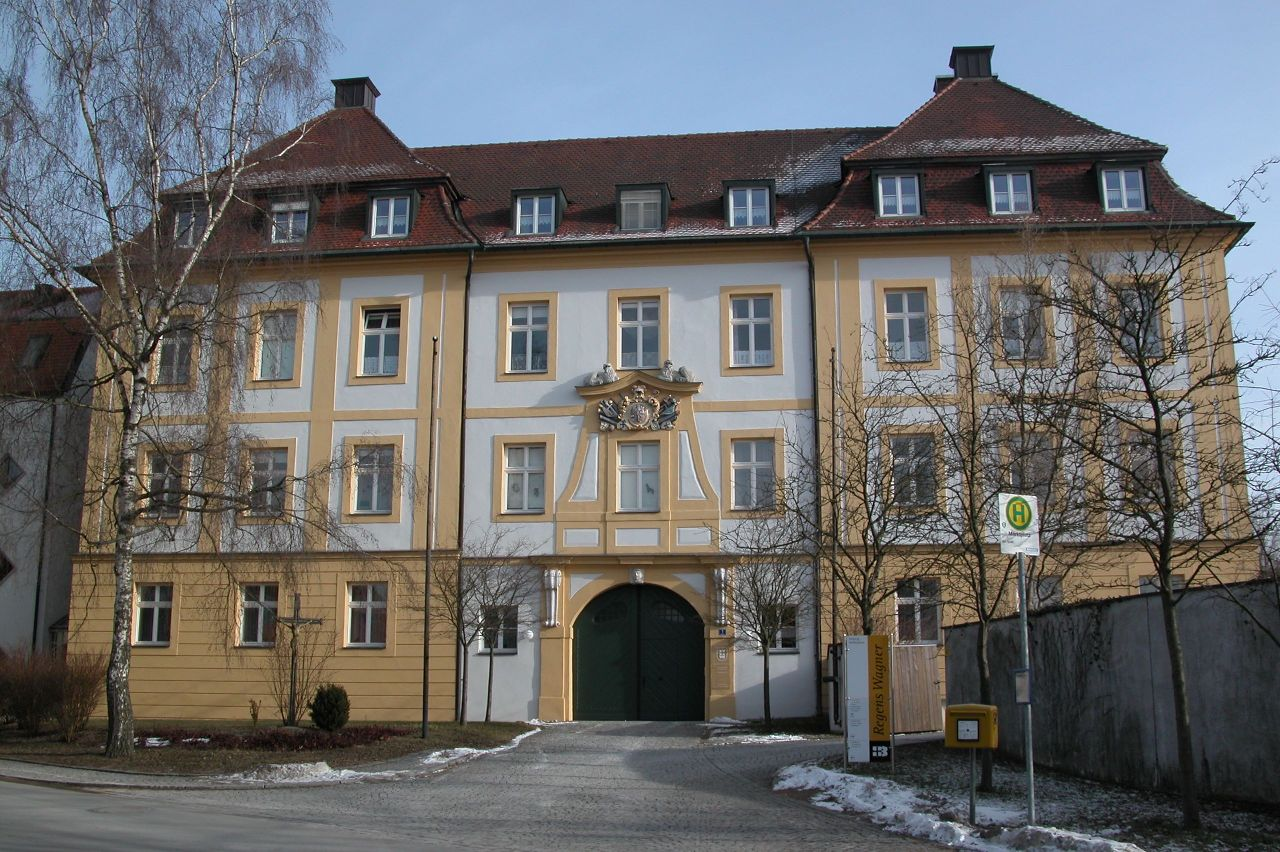
Vogtei des Deutschen Ordens

Absberg ist ein Markt im mittelfränkischen Landkreis Weißenburg-Gunzenhausen und ein Mitglied der Verwaltungsgemeinschaft Gunzenhausen.

## Geographie

### Geographische Lage

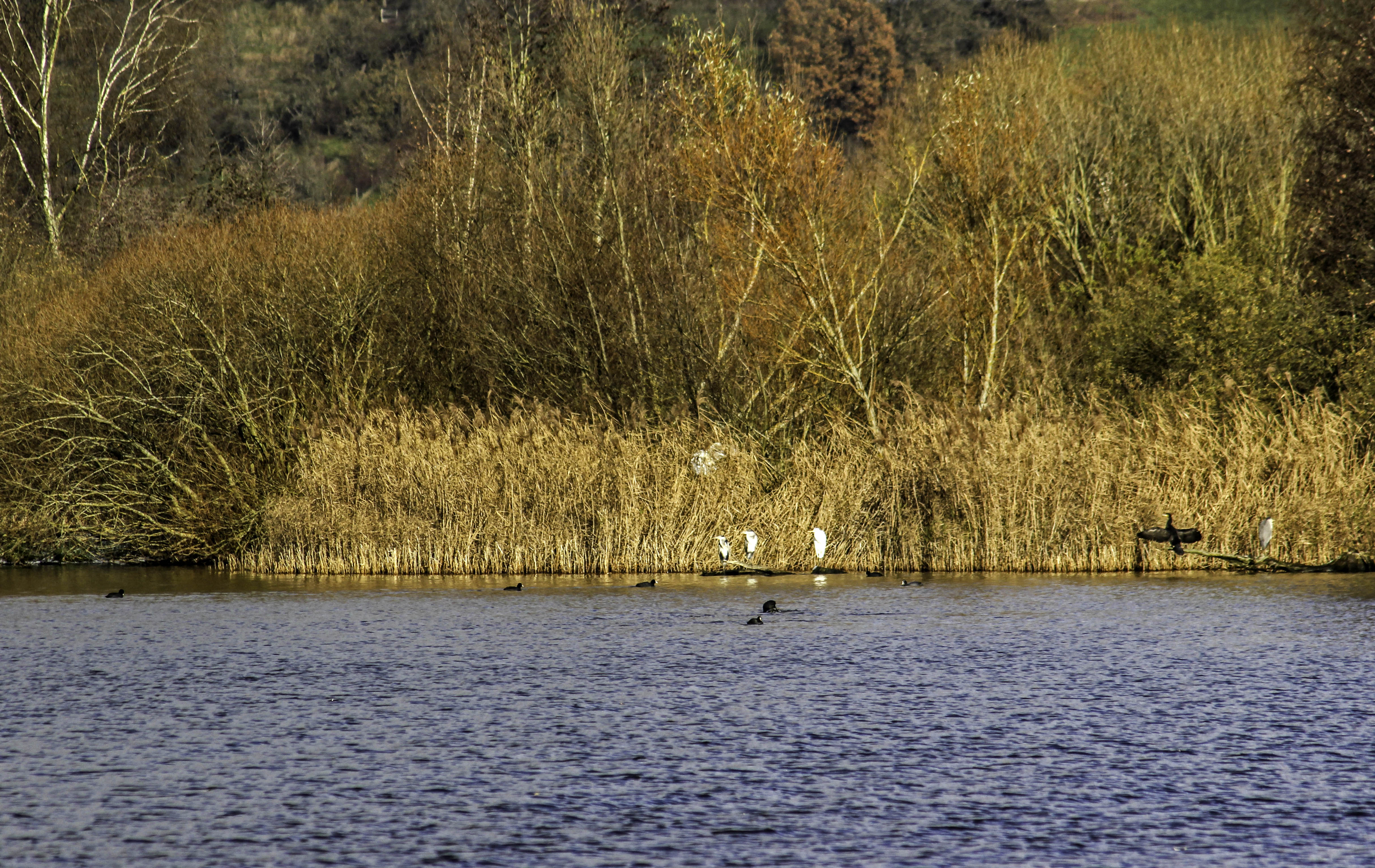
Naturschutzgebiet

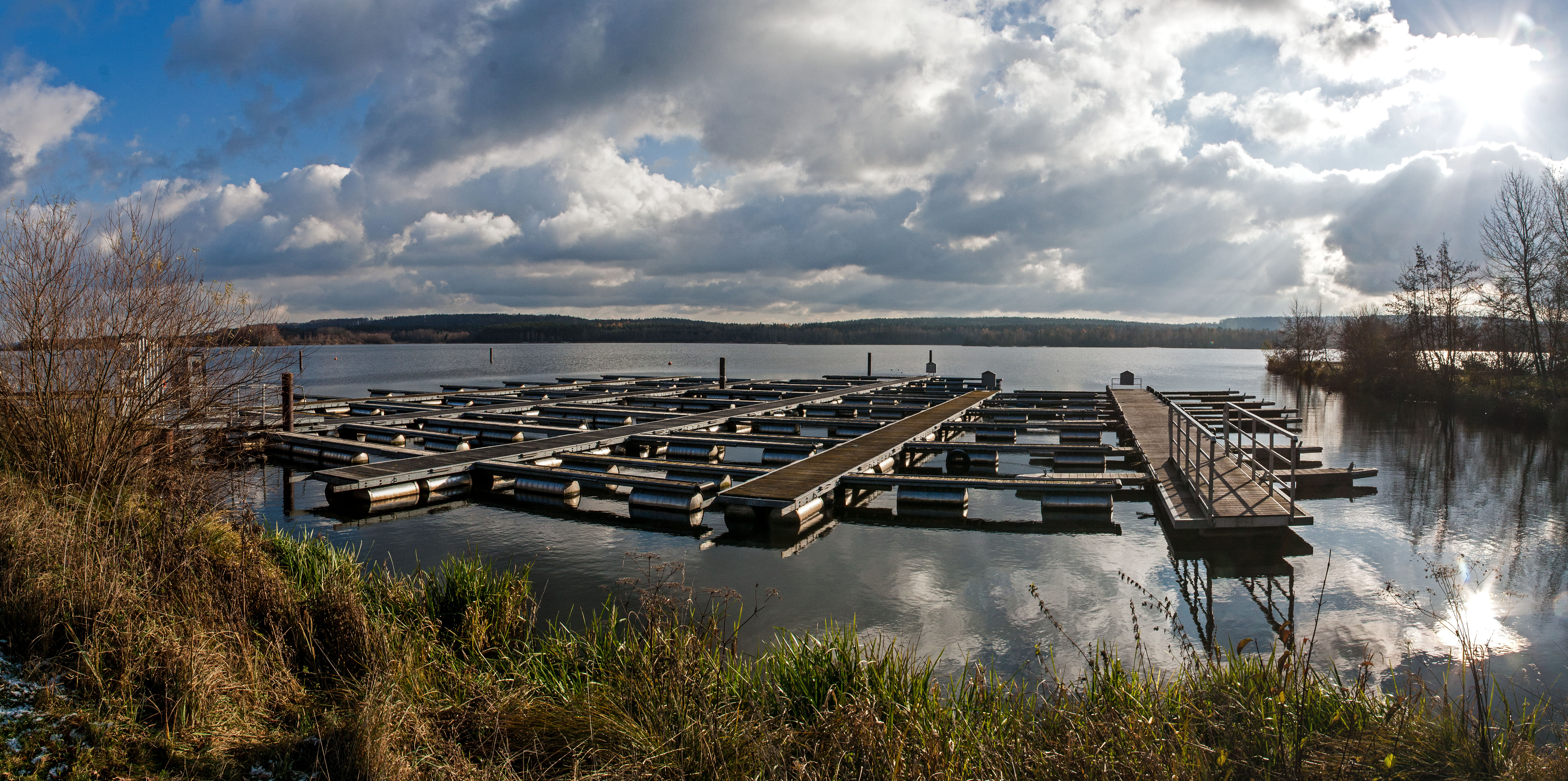
Sportboothafen

Die Gemeinde liegt im Norden des Landkreises Weißenburg-Gunzenhausen zentral inmitten des Fränkischen Seenlands auf einem Bergsporn oberhalb des Kleinen Brombachsees. In unmittelbarer Nähe befinden sich der Igelsbachsee und der Große Brombachsee. Die nächsten Städte sind das fünf Kilometer entfernte Spalt und das neun Kilometer entfernte Gunzenhausen. Nördlich von Absberg liegt die Grenze zum benachbarten Landkreis Roth. Das Gelände ist hügelig und von Wiesen und Feldern geprägt. Im Gemeindegebiet befinden sich mehrere Quellen, darunter die des Igelsbachs. Höchste Erhebung der Gemeinde ist der Reckenberg, Namensgeber der Reckenberggruppe. Die Gemeinde liegt im Spalter Hügelland.
Auf dem Gemeindegebiet befindet sich am Südufer des kleinen Brombachsees das Naturschutzgebiet Halbinsel im Kleinen Brombachsee. Nördlich von Absberg liegt das geschützte Gebiet Stauwurzel des Igelsbachsees. Auf der anderen Seeseite liegt das Naturschutzgebiet Sägmühle.
Die Nachbargemeinden sind Pleinfeld, Haundorf, Spalt und Pfofeld.

### Gemeindegliederung
Die Gemeinde hat zehn Gemeindeteile (in Klammern ist der Siedlungstyp angegeben):
- Absberg (Hauptort)
- Angerhof (Weiler)
- Fallhaus (Einöde)
- Griesbuck (Dorf)
- Igelsbach (Dorf)
- Kalbensteinberg (Pfarrdorf)
- Müssighof
- Schellhof (Einöde)
- Spagenhof (Einöde)
- Ziegelhütte (Einöde)

Es gibt die Gemarkungen Absberg und Kalbensteinberg. Die Gemarkung Absberg hat eine Fläche von 8,246 km². Sie ist in 882 Flurstücke aufgeteilt, die eine durchschnittliche Flurstücksfläche von 9348,90 m² haben. In ihr liegen neben dem namensgebenden Ort die Gemeindeteile Angerhof, Fallhaus, Griesbuck, Müssighof, Schellhof, Spagenhof und Ziegelhütte.

## Geschichte

### Bis zur Gemeindegründung
948 wurde Absberg als Abbatesberc erstmals urkundlich erwähnt (zu althochdeutsch abbat ‚Abt‘).
1455 bekam der Ort das Recht auf den Blutbann. Nach dem Aussterben der Familie von Absberg 1647, deren Stammsitz die abgegangene Burg Absberg war, erhielt 1651 der Deutsche Orden nach mehrjährigen Erbstreitigkeiten das Reichslehen zu Absberg. Im Jahre 1725 erbaute Karl Heinrich von Hornstein das Schloss Absberg. Das von Preußen 1796 besetztes Amt der Kommende Ellingen des Deutschen Ordens kam mit dem Fürstentum Ansbach im Vertrag von Paris (Februar 1806) durch Tausch zum Königreich Bayern. Die Rechte des Deutschen Ordens wurden 1806 von Bayern sequestriert, obwohl dessen Aufhebung de jure erst 1809 erfolgte. Im Jahr 1818 entstand die politische Gemeinde.

### Eingemeindungen
Bis zur Gemeindegebietsreform gehörte Absberg zum ehemaligen Landkreis Gunzenhausen. Am 1. Mai 1978 wurde die Gemeinde Kalbensteinberg mit ihrem Gemeindeteil Igelsbach eingegliedert. Alle Orte kamen zum Landkreis Weißenburg-Gunzenhausen.

### Einwohnerentwicklung
| Bevölkerungsentwicklung | Bevölkerungsentwicklung | Bevölkerungsentwicklung | Bevölkerungsentwicklung | Bevölkerungsentwicklung | Bevölkerungsentwicklung | Bevölkerungsentwicklung | Bevölkerungsentwicklung | Bevölkerungsentwicklung | Bevölkerungsentwicklung | Bevölkerungsentwicklung | Bevölkerungsentwicklung | Bevölkerungsentwicklung | Bevölkerungsentwicklung | Bevölkerungsentwicklung |
| ----------------------- | ----------------------- | ----------------------- | ----------------------- | ----------------------- | ----------------------- | ----------------------- | ----------------------- | ----------------------- | ----------------------- | ----------------------- | ----------------------- | ----------------------- | ----------------------- | ----------------------- |
| Jahr                    | 1900                    | 1925                    | 1950                    | 1961                    | 1970                    | 1987                    | 1991                    | 1995                    | 2000                    | 2005                    | 2010                    | 2015                    | 2016                    |                         |
| Einwohner               | 1185                    | 1267                    | 1592                    | 1335                    | 1224                    | 1179                    | 1215                    | 1220                    | 1289                    | 1298                    | 1311                    | 1340                    | 1353                    |                         |

## Politik

### Gemeinderat
Dem Gemeinderat, gewählt bei der Kommunalwahl 2020, gehören zwölf Mitglieder an. Die Liste Neues Dorf stellt sechs Gemeinderäte, die Wählergruppe Kalbensteinberg vier und die Wählergruppe Igelsbach zwei Gemeinderäte.
| Parteien und Wählergemeinschaften | % 2020 | Sitze 2020 |
| --------------------------------- | ------ | ---------- |
| Neues Dorf Absberg                | 51,7   | 6          |
| Wählergruppe Kalbensteinberg      | 28,5   | 4          |
| Wählergruppe Igelsbach            | 19,8   | 2          |
| Gesamt                            | 100,0  | 12         |
| Wahlbeteiligung in %              | 62,9   | 62,9       |

### Gemeindefinanzen
Im Jahr 2019 betrugen die Gemeindesteuereinnahmen 1.137.000 Euro, davon waren 159.000 Euro Gewerbesteuereinnahmen (netto).

### Wappen
Die Wappenbeschreibung lautet: „In Silber über schwarzem Dreiberg ein eingeschweifter roter Sparren.“

## Kultur und Sehenswürdigkeiten
Absberg besitzt zwei sehenswerte Kirchen, die evangelisch-lutherische Christuskirche aus der Zeit der Spätgotik, 1597/98 erbaut, und die katholische Pfarrkirche St. Ottilia als einstige Schlosskapelle ein Rokoko-Sakralraum von 1724 bis 1726. Sie befindet sich im barocken Schloss Absberg, der ehemaligen Vogtei des Deutschen Ordens, im Ortskern. Im Gemeindeteil Kalbensteinberg steht die Rieterkirche.

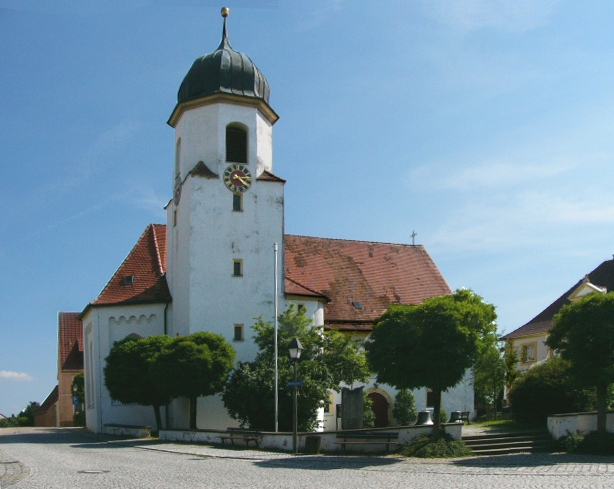
Evangelische Christuskirche Absberg
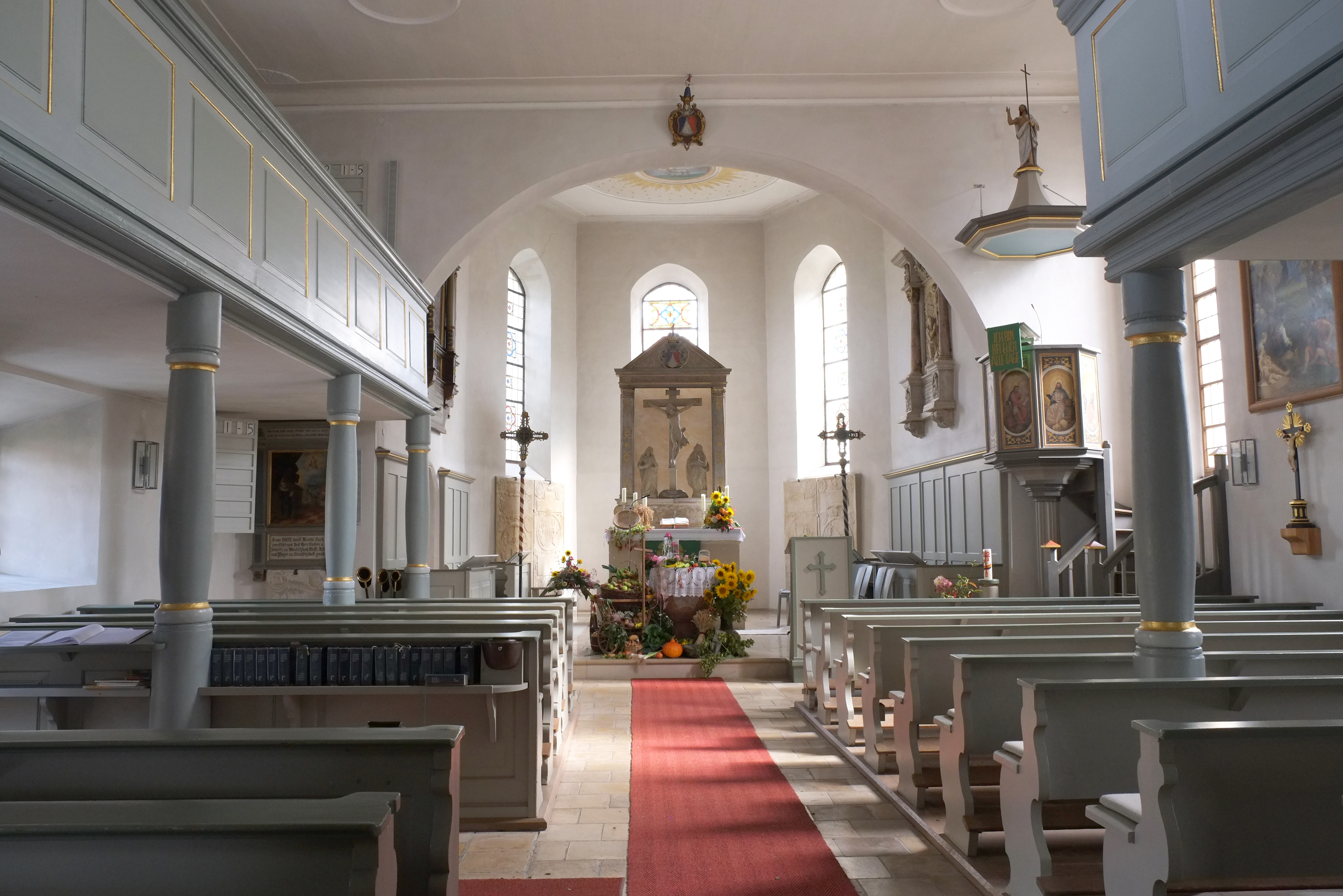
Christuskirche, Innenansicht
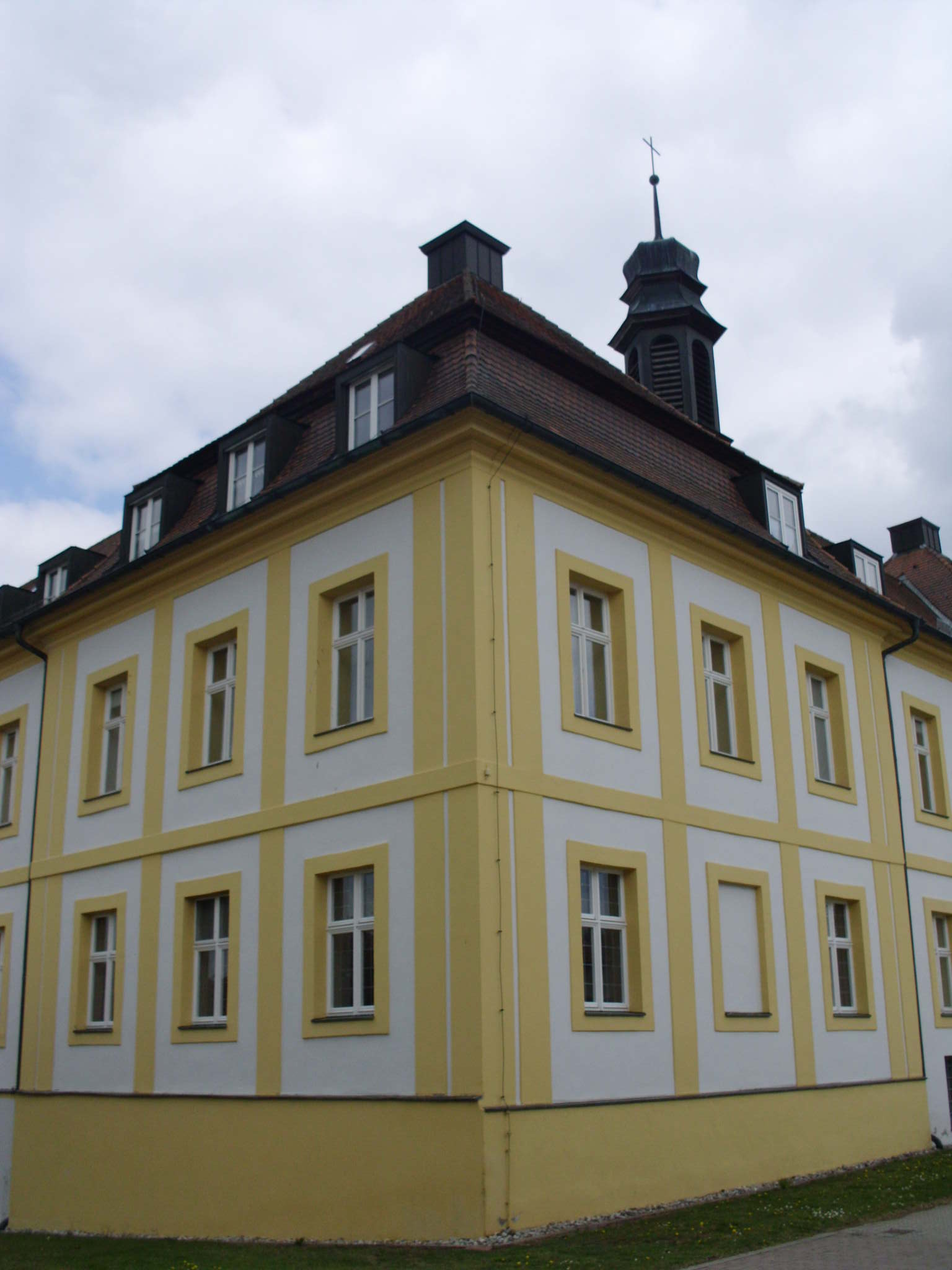
Katholische Pfarrkirche St. Ottilia, Außenansicht
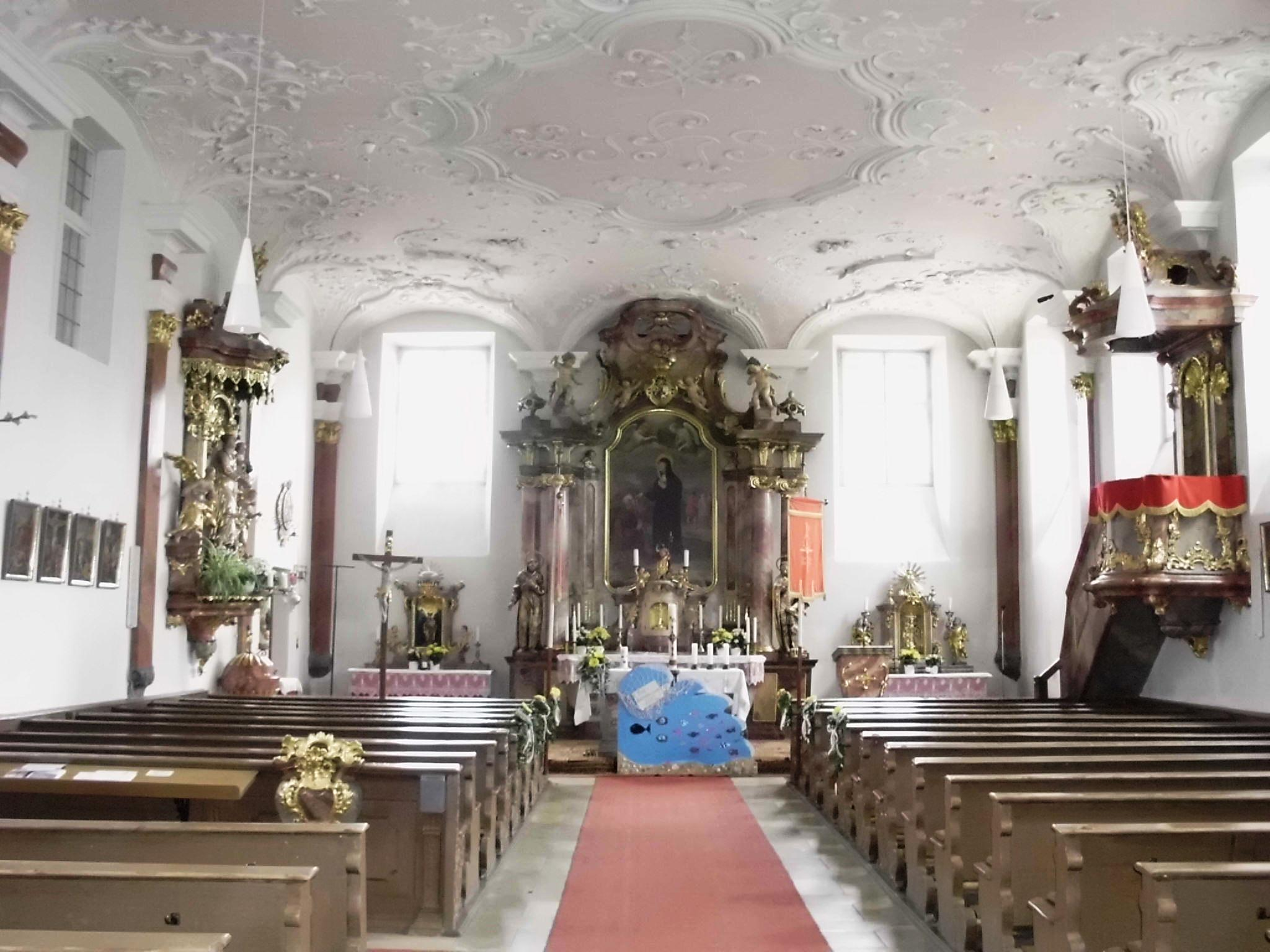
Innenansicht der Pfarrkirche St. Ottilia

## Wirtschaft und Infrastruktur

### Tourismus
Der Markt Absberg ist seit 1998 staatlich anerkannter Erholungsort und wird aufgrund seiner zentralen Lage (direkt am Kleinen Brombachsee, jeweils ca. 2 km zum Großen Brombachsee und Igelsbachsee) insbesondere im Sommer durch Urlaubsgäste, besonders aus der Region Nürnberg, zur Naherholung stark frequentiert. Der Urlaub dort wird überwiegend zum Baden, Segeln, Wellenreiten, Wandern, Radfahren und Campen genutzt. Absberg verfügt über 57 registrierte Übernachtungsmöglichkeiten, darunter Ferienwohnungen, Ferienhäuser und Pensionen.

### Wirtschaft
Im Jahr 2019 gab es im produzierenden Gewerbe 33 und im Bereich Handel, Verkehr und Gastgewerbe 64 Beschäftigte am Arbeitsort. In sonstigen Wirtschaftsbereichen waren 746 Personen beschäftigt. Beschäftigte am Wohnort gab es insgesamt 618. Im verarbeitenden Gewerbe sowie im Bergbau und der Gewinnung von Steinen und Erden gab es keine, im Bauhauptgewerbe acht Betriebe. Im Jahr 2016 bestanden zudem 28 landwirtschaftliche Betriebe mit einer landwirtschaftlich genutzten Fläche von insgesamt 671 Hektar. Davon waren 400 Hektar Ackerfläche und 252 Hektar Dauergrünfläche.
Eine Einrichtung der Regens-Wagner-Stiftung im Gemeindeteil Müssighof ermöglicht Menschen mit Behinderung zu arbeiten.

### Verkehr
Durch Absberg führen mehrere Kreisstraßen, die den Ort mit den umliegenden Orten sowie mit der Staatsstraße St 2222 und der Bundesstraße 466 verbinden. Zu touristischen Zwecken verkehrt in den Sommermonaten auf dem Großen Brombachsee die MS Brombachsee, ein Trimaran, der mit seiner Architektur und Konstruktion in Europa einmalig ist, zwischen den Anlegestellen Ramsberg, Absberg, Enderndorf, Allmannsdorf und Pleinfeld.

### Bildung
- Im Gemeindekindergarten mit 89 Kindergartenplätze werden 79 Kinder. (2020)
- Absberg ist Mitglied des Schulverbandes Absberg-Haundorf. Die Grund- und Hauptschule befindet sich in Gräfensteinberg, einem Ortsteil der Gemeinde Haundorf.

## Söhne und Töchter des Marktes
- Maximilian von Feder (1802–1869), bayerischer Generalleutnant und Ministerresident in Griechenland
- Matthias Ehrenfried (1871–1948), Bischof von Würzburg
- Karl Butzengeiger (1882–1962), Bankmanager
- Reinhold Tiling (1893–1933), Ingenieur, Pilot und Raketenpionier
- Karl Kahn (1900–1966), Politiker